# Redecesio
Redecesio (Redesces in dialetto milanese, AFI: [redeˈʃeːs]) è un quartiere del comune di Segrate, nella città metropolitana di Milano, posto ad ovest del centro abitato, verso Lambrate.

## Geografia fisica
Redecesio sorge in territorio di Segrate, a est del centro di Milano. Il quartiere confina a ovest con il comune di Milano, a nord con il quartiere di Lavanderie, a est con il centro di Segrate, e a sud con il quartiere di Novegro dalla quale è separata dalla ferrovia Milano-Venezia.

## Storia
Per quanto riguarda il nome le interpretazioni sono due: alcuni ritengono che il nome sia frutto dell'unione dei due termini Re (rivo) + de scés (di siepe), oppure Red (rete) + scés (siepe); per altri invece il toponimo si riferirebbe allo scricciolo, una specie di uccello un tempo molto diffuso nel milanese, chiamato in dialetto Re de Sces (re di siepi).
Negli “Statuti delle acque e delle strade del contado di Milano fatti nel 1346 Redecesio risulta incluso nella pieve di Segrate e viene elencato tra le località cui spetta la manutenzione della “strata da Lambrate” come “el locho da Ardeseso”. Registrato agli atti del 1751 come un villaggio milanese di 144 abitanti, con la successiva suddivisione della Lombardia austriaca in 8 province il comune rimase nella pieve di Segrate, inclusa nella provincia di Milano.
Alla proclamazione del Regno d'Italia nel 1805, Redecesio risultava avere 100 residenti, avendo subito la concorrenza dei centri vicini. Nel 1808 un regio decreto di Napoleone soppresse il municipio annettendolo a Milano. Il Comune di Redecesio fu poi ripristinato nel 1816 dopo il ritorno degli austriaci, che tuttavia tornarono sui loro passi col dispaccio governativo del 17 gennaio 1841 che cancellò nuovamente il municipio, unendolo però stavolta a Novegro. Redecesio fu quindi una delle pochissime località la cui sistemazione amministrativa definitiva non replicò il modello napoleonico, ma rimase invece fedele ai più antichi legami religiosi essendo il paese sempre stato ricompreso nella parrocchia segratese.
Entrato anche civilmente a far parte della comunità segratese, durante la Seconda guerra mondiale il quartiere fu oggetto di numerosi bombardamenti inglesi a causa della vicinanza con la ferrovia, come testimoniano i numerosi ritrovamenti di ordigni bellici all'interno di scavi.

## Struttura
Il quartiere è prevalentemente residenziale, sia con palazzine che con numerose villette a schiera. Contiene una delle sedi decentrate della Biblioteca Comunale, un centro civico, quattro parchi-gioco, il centro sportivo 'Don Giussani', il laghetto di Redecesio, la chiesetta di Sant'Ambrogio, la chiesa della Madonna del Rosario e il relativo oratorio; inoltre sono presenti una scuola materna, una elementare e una media facenti parte del complesso scolastico A.B. Sabin  in comune con Milano 2. I molti spazi occupati da campi coltivati stanno progressivamente lasciando spazio a nuove costruzioni residenziali.

### Chiesa della Madonna del Rosario
La parrocchiale della Madonna del Rosario fu istituita con decreto dell'arcivescovo Carlo Maria Martini del 23 marzo 1982. È riconoscibile per il suo caratteristico cupolone che ricopre l'intera struttura dandole una forma piuttosto insolita. L'oratorio ad essa connesso dispone di un parcheggio, un edificio con numerose sale e due campi da calcetto.

### Chiesa di Sant'Ambrogio
L'antico oratorio di Sant'Ambrogio risalente al XVI secolo, è stata restaurata nell'ambito della riqualificazione di tipo residenziale della zona cascinale di Redecesio. Il restauro ha riportato alla luce molti elementi originari dell'epoca della costruzione: vi si trovano il pavimento in cotto lombardo, una parte di pavimentazione in ciottoli di fiume nella zona dell'abside e degli affreschi, sempre nella parte absidale. L'altare è sovrastato da un crocifisso ligneo e dalla scritta Attendite ad petram unde excisi estis. La chiesa conserva la pala d'altare Madonna col Bambino tra i santi Ambrogio, Carlo Borromeo, Agnese e Giovanni Battista, opera seicentesca del bergamasco Enea Salmeggia detto il Talpino.

### Laghetto di Redecesio
È un quadrato di circa 200 metri per lato e una profondità media compresa tra i 4 e i 4,5 metri. La sua acqua arriva da un canale immissario proveniente dal Naviglio della Martesana. Insieme al parco che lo circonda, è di proprietà della fondazione ATM. All'interno attualmente l'unico sport praticato è la pesca, consentita solo agli iscritti alla Fondazione in possesso della licenza regionale.
Prima di essere acquisito dalla fondazione, il complesso conteneva un vero e proprio centro sportivo e venne anche utilizzato per ospitare concerti, tra cui ne spiccano alcuni : quello dei Police il 4 luglio 1982 e quello di Frank Zappa del 7 luglio 1982.
 Quest'ultimo fece riferimento all'esibizione sulla copertina del suo album The Man from Utopia, in cui il chitarrista è impegnato con una paletta per uccidere zanzare durante un concerto: infatti, la vicinanza al laghetto aveva fatto sì che il concerto fosse disturbato da numerosissimi insetti.

Il 20 luglio 1982 suonarono i Talking Heads, preceduti dai Tom Tom Club.

## Società
Gli abitanti censiti al 31 dicembre 2010 erano 4.509, cioè il 13,1% degli abitanti di Segrate.
Alla stessa data, gli stranieri residenti nel quartiere erano 261. Le nazionalità più rappresentate sono:
| Paese     | Popolazione (2010) |
| --------- | ------------------ |
| Filippine | 52                 |
| Ecuador   | 34                 |
| Romania   | 27                 |
| Perù      | 26                 |
| Ucraina   | 11                 |

## Infrastrutture e trasporti
Redecesio è lambito nella parte meridionale dalla ferrovia Milano-Venezia, ma sul suo territorio non si trovano stazioni. La stazione ferroviaria più vicina è quella di Segrate, servita dalle linee S5 e S6 del servizio ferroviario suburbano di Milano, svolto da Trenord nell'ambito del contratto di servizio stipulato con la Regione Lombardia. Alcune linee di autobus, gestite da ATM, collegano Redecesio ai quartieri limitrofi e al centro di Milano.
Redecesio si trova molto vicino in linea d'aria all'aeroporto di Milano-Linate, esattamente sulla rotta di decollo: ciò ha causato numerose proteste da parte degli abitanti del quartiere a causa del forte rumore, proteste che hanno portato a una riduzione del numero dei voli.

## Sport
È una sola la società sportiva che ha distinto Redecesio, nell'ambito calcistico: si tratta dell' A.C. Segrate, nata nel 1970 come A.C. Redecesio per poi cambiare nome al fine di ottenere maggiore visibilità.  Nel 2009 l'esperienza A.C. Segrate si è chiusa a causa della fusione tra il club e l'Accademia Segrate, che ha dato vita alla Polisportiva Città di Segrate. Le gare di alcune squadre della Polisportiva sono ospitate al centro sportivo 'Don Giussani'.
Nel 2011 è nata una nuova società che maggiormente rappresenta il quartiere: si tratta dell'U.S. Redecesio, che a differenza della Polisportiva partecipa ai campionati di calcio a 5 e calcio a 7 del CSI. Alla fine della stagione 2015/2016 la società cambia nome; l’U.S. Redecesio diventa Associazione Sportiva Dilettantistica USR Segrate.